# Juan de Ávalos
Juan de Ávalos (Mérida, 21 ottobre 1911 – Madrid, 6 luglio 2006) è stato uno scultore spagnolo.
La sua carriera è stata associata alle sculture della Valle de los Caídos, ed è considerato il più importante scultore spagnolo del XX secolo.

## Biografia
Cominciò a mostrare grande talento per il disegno all'età di sei anni, ricevendo lezioni di disegno da Juan Carmona, parroco della Chiesa di Santa Eulalia.
All'età di otto anni, la famiglia si trasferì a Madrid. Ha studiato presso il Collegio dei Mercedarios, allo stesso tempo è andato alla Scuola di Arti e Mestieri. Da bambino gli piaceva la scultura classica, andando a fare schizzi al Casón del Buen Retiro (allora sede del Museo Nazionale di riproduzioni artistiche), e al Don Juan Tenorio di José Zorrilla, per il quale ha fatto diversi schizzi.
Anche se la sua famiglia voleva che andasse all'università, iniziando come apprendista per vari scultori del legno e, all'età di quattordici anni, entrò alla Real Academia de Bellas Artes de San Fernando.

## Carriera
Nel 1933, a 22 anni, ha conseguito un posto nell'Università di Siviglia, mettendo in evidenza il Teatro di Mérida. Conobbe Miguel de Unamuno alla première di Medea. Un anno dopo è stato nominato Vice Direttore del Museo archeologico di Mérida.
Nel 1936 si arruolò nell'esercito, ma nel 1938 cade gravemente ferito a Jaén. Nello stesso anno si sposa con Soledad Carballo Nuñez a Pontevedra ed ebbero due figli: Juan e Luis.

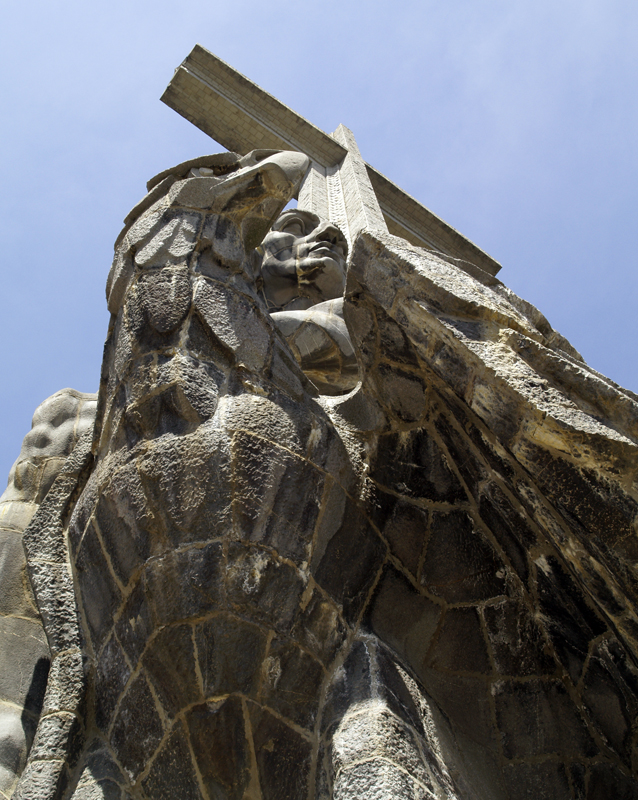
San Giovanni nella Valle de los Caídos.

Dopo la guerra, aprì uno studio a Madrid, ma nel 1940 ricevette una denuncia perché lo  si considerava un collaboratore repubblicano. Ávalos continuò la sua normale attività, partecipando alla Mostra Nazionale di Belle Arti.
Nel 1945 ha ricevuto un omaggio pubblico alla Camera Municipale di Porto, a cui seguirono diverse commissioni a Lisbona, così decide di sistemare il suo studio lì. Egli parteciperò a mostre a Buenos Aires e a Rio de Janeiro.

### Valle de los Caídos
Nel 1950, un amico lo raccomanda per la realizzazione delle sculture del Concorso della Basilica di Santa Cruz della Valle de los Caídos.
Nonostante quello che tradizionalmente è stato detto, non sono mai esistiti legami tra lo scultore e Francisco Franco. Durante l'Expo del 1950, il Caudillo, visitando la mostra, si fermò davanti alla statua di Ávalos disse: Questo è il grande scultore che ha bisogno la Spagna.
Si incontrarono al Palazzo Reale di El Pardo, su consiglio di Blas Pérez González, ministro degli Interni. Lì, lo scultore propose un tema fondamentalmente religioso, evitando ogni suggerimento. 

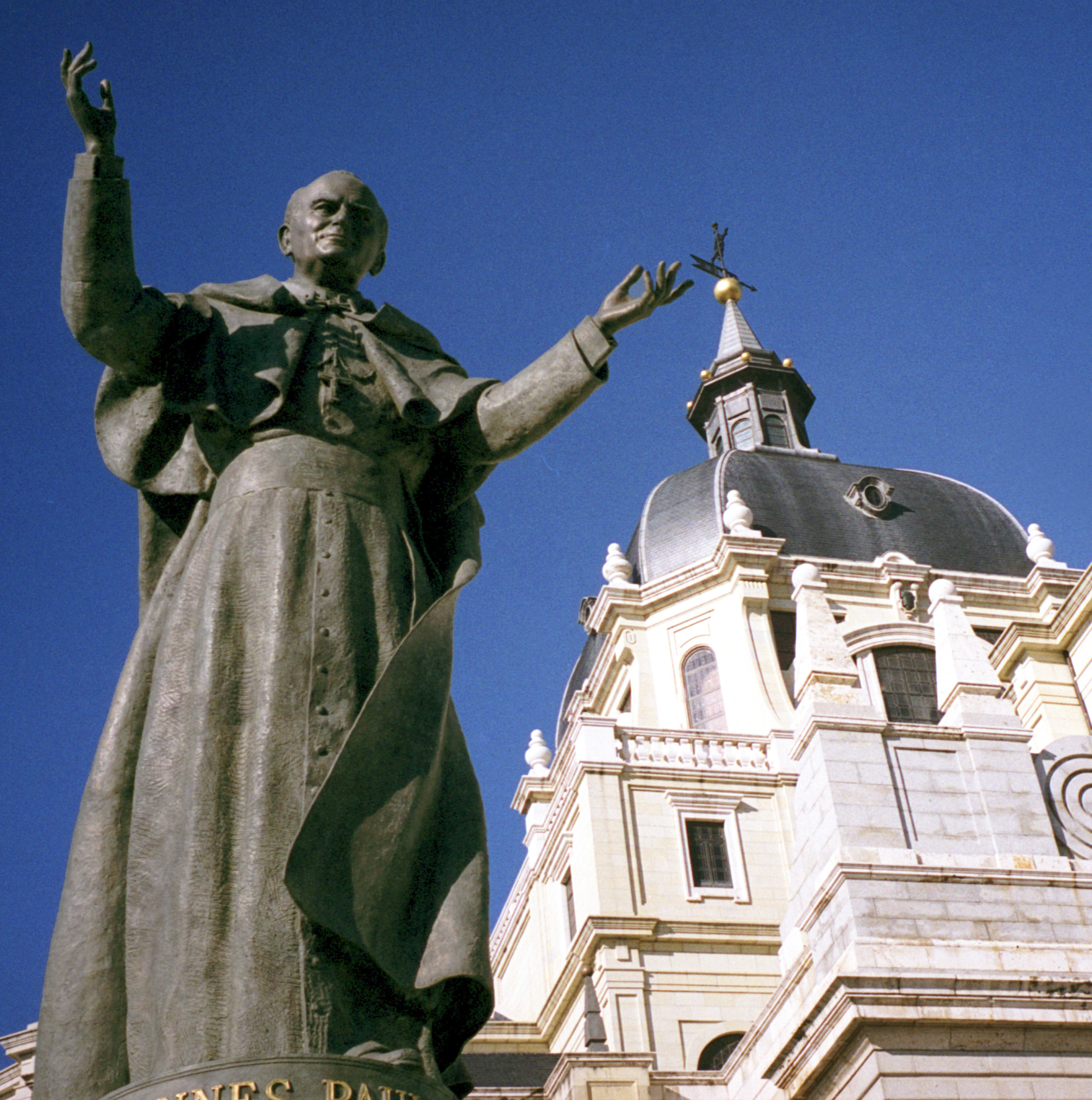
Statua di Giovanni Paolo II.

Il budget inizialmente fissato era di 27 milioni di pesetas, ma fu ridotto a 9 milioni. Lo scultore ha riconosciuto che, tra i materiali, il lavoro e le tasse, ha speso circa 300.000 pesetas. Tuttavia, l'ordine ha aperto la porta a molti altri. Decenni più tardi, lo scultore si lanciò in una battaglia legale contro l'agenzia del patrimonio nazionale per un debito di 50 milioni di pesetas per il diritto d'autore e della produzione, che non sono stati consegnati a lui.

## Opere
- El Héroe Caído, Badajoz, 1950-1956[3]
- Los amantes de Teruel, Teruel, 1955
- Marinos caídos en el Mediterráneo, Benidorm, 1963
- El Ángel de la paz, Valdepeñas, 1964[4]
- Cristo de la Paz, Almendralejo, 1965
- Arco del Triunfo a la Independencia
- Los Monteros, Badajoz, 1968[5]
- Genio de Extremadura
- La Ciudad y el Río
- Bernardo de Gálvez, Washington, 1976
- Extremeños Universales, Badajoz, 1983
- Monumento al conte Diego Rodriguez Porcelos, Burgos, 1983[6]
- Giovanni Paolo II, Madrid, 1998